# Elvis' Gold Records Volume 5
Elvis' Gold Records Volume 5 è un album di raccolta del cantante statunitense Elvis Presley, pubblicato nel 1984.

## Tracce
- Side 1

1. Suspicious Minds – 3:28
2. Kentucky Rain – 3:14
3. In the Ghetto – 2:45
4. Clean Up Your Own Backyard – 3:07
5. If I Can Dream – 3:11

- Side 2

1. Burning Love – 2:50
2. If You Talk In Your Sleep – 2:34
3. For the Heart – 3:22
4. Moody Blue – 3:22
5. Way Down – 2:38